# Złobino (obwód lipiecki)
Złobino (ros. Злобино) – wieś (sieło) w Rosji, w obwodzie lipieckim, w rejonie stanowlańskim. W 2010 liczyła 483 mieszkańców.